# Повторювана поведінка, сфокусована на тілі
Сфокусована на тілі повторювана поведінка — спільна назва для групи відхилень поведінки з порушеним контролем імпульсу, для якої властиве компульсивне пошкодження зовнішнього вигляду або фізичне травмування. Належить до групи обсесивно-компульсивних розладів.
Група сфокусованих на тілі поведінкових розладів в МКХ-11 знаходиться на стадії розробки.

## Причини
Причини сфокусованої на тілі повторюваної поведінки на даний момент невідомі. Емоційні зміни можуть мати помітний вплив на експресію сфокусованої на тілі повторюваної поведінки.